# Anthology (album de Bryan Adams)
Pour les articles homonymes, voir Anthology.
 (mai 2017).
Si vous disposez d'ouvrages ou d'articles de référence ou si vous connaissez des sites web de qualité traitant du thème abordé ici, merci de compléter l'article en donnant les références utiles à sa vérifiabilité et en les liant à la section « Notes et références ».
Albums de Bryan Adams
Room Service
(2004) 11
(2008)
Singles
1. When You're Gone
Sortie : 2006
2. So Far So Good
Sortie : 2006

Anthology est un double-album compilation de l'auteur-compositeur-interprète multi-instrumentiste canadien Bryan Adams, sortie en 2005.

## Présentation
Cette compilation, regroupe 2 CD des chansons de l'artiste enregistrées entre 1978 et 2005, dans l'ordre chronologique de leur sortie, à l'exception de la dernière chanson du premier disque sur l'édition nord-américaine The Best of Me, sortie en 1999.
Cette même édition nord-américaine voit son box set enrichi, pour un temps limité, d'un troisième disque, l'extrait d'un DVD du concert enregistré mi-2005, intitulé Live in Lisbon.
Le coffret s'est vendu à plus de 3 millions d'exemplaires dans le monde entier[réf. nécessaire].

## Liste des titres
| 1.  | Remember                            | Bryan Adams, Jim Vallance                      | Bryan Adams (1980)              | 3:41 |
| 2.  | Lonely Nights                       | Adams, Vallance                                | You Want It You Got It (1981)   | 3:46 |
| 3.  | Straight from the Heart             | Adams, Eric Kagna                              | Cuts Like a Knife (1983)        | 3:30 |
| 4.  | Cuts Like a Knife                   | Adams, Vallance                                | Cuts Like a Knife (1983)        | 5:16 |
| 5.  | This Time                           | Adams, Vallance                                | Cuts Like a Knife (1983)        | 3:18 |
| 6.  | Run to You                          | Adams, Vallance                                | Reckless (1984)                 | 3:54 |
| 7.  | Somebody                            | Adams, Vallance                                | Reckless (1984)                 | 4:44 |
| 8.  | Heaven                              | Adams, Vallance                                | Reckless (1984)                 | 4:03 |
| 9.  | Summer of '69                       | Adams, Vallance                                | Reckless (1984)                 | 3:35 |
| 10. | One Night Love Affair               | Adams, Vallance                                | Reckless (1984)                 | 4:42 |
| 11. | It's Only Love (avec Tina Turner)   | Adams, Vallance                                | Reckless (1984)                 | 3:15 |
| 12. | Heat of the Night                   | Adams, Vallance                                | Into the Fire (1987)            | 5:07 |
| 13. | Hearts on Fire                      | Adams, Vallance                                | Into the Fire (1987)            | 3:30 |
| 14. | (Everything I Do) I Do It for You   | Adams, Robert John "Mutt" Lange, Michael Kamen | Waking Up the Neighbours (1991) | 6:34 |
| 15. | Can't Stop This Thing We Started    | Adams, Lange                                   | Waking Up the Neighbours (1991) | 4:29 |
| 16. | There Will Never Be Another Tonight | Adams, Lange, Vallance                         | Waking Up the Neighbours (1991) | 4:40 |
| 17. | Thought I'd Died and Gone to Heaven | Adams, Lange                                   | Waking Up the Neighbours (1991) | 5:48 |
| 18. | The Best of Me                      | Adams, Lange                                   | The Best of Me (1999)           | 3:33 |

| 18. | All I Want Is You | Adams, Lange | Waking Up the Neighbours (1991) | 3:33 |

| 1.  | Please Forgive Me                            | Adams, Lange               | Signle seul et repris dans la compilation So Far So Good (1993)                  | 5:55 |
| 2.  | All for Love (avec Rod Stewart et Sting)     | Adams, Lange, Kamen        | BO du film Les Trois Mousquetaires (1993)                                        | 4:46 |
| 3.  | Have You Ever Really Loved a Woman?          | Adams, Lange, Kamen        | BO du film Don Juan DeMarco (1995)                                               | 4:06 |
| 4.  | Rock Steady (avec Bonnie Raitt) (Live)       | Adams, Gretchen Peters     | Road Tested de Bonnie Raitt (1995)                                               | 4:05 |
| 5.  | The Only Thing That Looks Good on Me Is You  | Adams, Lange               | 18 til I Die (1996)                                                              | 3:37 |
| 6.  | Let's Make a Night to Remember               | Adams, Lange               | 18 til I Die (1996)                                                              | 6:19 |
| 7.  | Star                                         | Adams, Lange, Kamen        | 18 til I Die (1996)                                                              | 3:42 |
| 8.  | Back to You (Live)                           | Adams, Eliot Kennedy       | MTV Unplugged (1997)                                                             | 3:35 |
| 9.  | I'm Ready (Live)                             | Adams, Vallance            | Unplugged (1997)                                                                 | 4:42 |
| 10. | On a Day Like Today                          | Adams, Phil Thornalley     | On a Day Like Today (1998)                                                       | 3:15 |
| 11. | Cloud Number Nine (Chicane Remix)            | Adams, Max Martin, Peters  | On a Day Like Today (1998)                                                       | 4:10 |
| 12. | Here I Am                                    | Adams, Peters, Hans Zimmer | BO du film d'animation Spirit, l'étalon des plaines (2002)                       | 4:40 |
| 13. | This Side of Paradise                        | Adams, Peters              | Room Service (2004)                                                              | 3:50 |
| 14. | Why Do You Have to Be So Hard to Love?       | Adams, Peters              | Room Service (2004)                                                              | 2:58 |
| 15. | Open Road                                    | Adams, Kennedy             | Room Service (2004)                                                              | 3:30 |
| 16. | 18 til I Die (Live)                          | Adams, Lange               | Live in Lisbon (2005)                                                            | 3:28 |
| 17. | When You're Gone (featuring Pamela Anderson) | Adams, Kennedy             | Titre inédit (reprise de la version avec Melanie C de On a Day Like Today, 1998) | 3:24 |
| 18. | So Far So Good                               | Adams, Lange               | Titre inédit                                                                     | 3:47 |

| 11. | When You're Gone (featuring Melanie C) | Adams, Kennedy                 | On a Day Like Today (1998)                                 | 3:24 |
| 12. | Cloud Number Nine (Chicane Mix)        | Adams, Martin, Peters          | On a Day Like Today (1998)                                 | 4:10 |
| 13. | The Best of Me                         | Adams, Lange                   | The Best of Me (1999)                                      | 3:33 |
| 14. | Don't Give Up (Original Radio Edit)    | Adams, Bracegirdle, Ray Hedges | Behind the Sun album de Chicane (2000)                     | 3:31 |
| 15. | Here I Am                              | Adams, Zimmer, Peters          | BO du film d'animation Spirit, l'étalon des plaines (2002) | 4:40 |
| 16. | Open Road                              | Adams, Kennedy                 | Room Service (2004)                                        | 3:30 |
| 17. | 18 til I Die (Live)                    | Adams, Lange                   | Live in Lisbon (2005)                                      | 3:28 |
| 18. | So Far So Good                         | Adams, Lange                   | Titre inédit                                               | 3:47 |
| 19. | I'm Not the Man You Think I Am         | Adams, Peters                  |                                                            | 5:20 |

### DVD bonus
| 1.  | Room Service                                | 3:43 |
| 2.  | Open Road                                   | 4:05 |
| 3.  | 18 til I Die                                | 4:00 |
| 4.  | Let’s Make a Night to Remember              | 4:46 |
| 5.  | Can’t Stop This Thing We Started            | 5:59 |
| 6.  | Kids Wanna Rock                             | 5:33 |
| 7.  | Back to You                                 | 5:23 |
| 8.  | (Everything I Do) I Do It for You           | 7:08 |
| 9.  | Summer of ’69                               | 5:16 |
| 10. | Cuts Like a Knife                           | 7:38 |
| 11. | Not Romeo Not Julliet                       | 3:32 |
| 12. | Heaven                                      | 6:16 |
| 13. | It’s Only Love                              | 5:07 |
| 14. | The Only Thing That Looks Good on Me Is You | 5:42 |
| 15. | Band Introduction                           |      |
| 16. | Cloud Number 9                              | 3:48 |
| 17. | Run to You                                  | 5:45 |
| 18. | The Best of Me                              | 3:51 |
| 19. | Flying                                      | 3:45 |
| 20. | All for One                                 | 3:41 |
| 21. | Straight From the Heart                     | 3:57 |
| 22. | Room Service (unplugged)                    | 3:36 |

## Certification
| Pays        | Association | Certification | Ventes/Équivalence |
| ----------- | ----------- | ------------- | ------------------ |
| Allemagne   | BVMI        | or            | 100 000            |
| Canada      | CRIA        | 2x platine    | 200 000            |
| Royaume-Uni | BPI         | platine       | 300 000            |